# Аквапорин-5
AQP5 (англ. Aquaporin 5) – білок, який кодується однойменним геном, розташованим у людей на короткому плечі 12-ї хромосоми. Довжина поліпептидного ланцюга білка становить 265 амінокислот, а молекулярна маса — 28 292.
| 10         |  | 20         |  | 30         |  | 40         |  | 50         |
| ---------- |  | ---------- |  | ---------- |  | ---------- |  | ---------- |
| MKKEVCSVAF |  | LKAVFAEFLA |  | TLIFVFFGLG |  | SALKWPSALP |  | TILQIALAFG |
| LAIGTLAQAL |  | GPVSGGHINP |  | AITLALLVGN |  | QISLLRAFFY |  | VAAQLVGAIA |
| GAGILYGVAP |  | LNARGNLAVN |  | ALNNNTTQGQ |  | AMVVELILTF |  | QLALCIFAST |
| DSRRTSPVGS |  | PALSIGLSVT |  | LGHLVGIYFT |  | GCSMNPARSF |  | GPAVVMNRFS |
| PAHWVFWVGP |  | IVGAVLAAIL |  | YFYLLFPNSL |  | SLSERVAIIK |  | GTYEPDEDWE |
| EQREERKKTM |  | ELTTR      |  |            |  |            |  |            |

A: Аланін

C: Цистеїн

D: Аспарагінова кислота

E: Глутамінова кислота

F: Фенілаланін

G: Гліцин

H: Гістидин

I: Ізолейцин

K: Лізин

L: Лейцин

M: Метіонін

N: Аспарагін

P: Пролін

Q: Глутамін

R: Аргінін

S: Серин

T: Треонін

V: Валін

W: Триптофан

Задіяний у такому біологічному процесі, як транспорт. 
Локалізований у клітинній мембрані, мембрані.